# Cursa spațială (film)
Cursa spațială (The Right Stuff) este un film american dramatic istoric epic  din 1983, scris și regizat de Philip Kaufman și bazat pe cartea cu același nume din 1979 a lui Tom Wolfe. Rolurile principale au fost interpretate de actorii Sam Shepard, Ed Harris, Scott Glenn, Fred Ward, Dennis Quaid și Barbara Hershey.

## Prezentare
Filmul urmărește piloții de încercare ai Marinei și Forțelor Aeriene care au fost implicați în cercetări aeronautice la baza Edwards Air Force, California, precum și grupul Mercury Seven, cei șapte piloți militari care au fost selectați pentru a fi astronauții Programului Mercury, primul zbor spațial cu echipaj uman al Statelor Unite ale Americii.

## Distribuție
- Sam Shepard - Chuck Yeager, USAF
- Fred Ward - Virgil I. „Gus” Grissom, USAF
- Dennis Quaid - Gordon "Gordo" Cooper, USAF
- Ed Harris - John Glenn, USMC
- Scott Glenn - Alan Shepard, USN
- Lance Henriksen - Walter "Wally" Schirra, USN
- Scott Paulin - Donald K. „Deke” Slayton, USAF
- Barbara Hershey - Glennis Yeager
- Veronica Cartwright - Betty Grissom
- Jane Dornacker - Asistenta Murch
- Harry Shearer și Jeff Goldblum - recrutori NASA trimiși pentru a găsi candidați pentru astronauți
- Kim Stanley - Pancho Barnes
- Pamela Reed - Trudy Cooper
- Charles Frank - Scott Carpenter, USN
- Donald Moffat - senator și vicepreședinte al SUA Lyndon B. Johnson
- Levon Helm - Jack Ridley, USAF; este și vocea naratorului de la începutul și sfârșitul filmului
- Mary Jo Deschanel - Annie Glenn
- Scott Wilson - Scott Crossfield, pilot civil de testare pentru North American Aviation
- Kathy Baker - Louise Shepard
- Mickey Crocker - Marge Slayton
- Susan Kase - Rene Carpenter
- Mittie Smith - Jo Schirra
- Royal Dano - un ministru
- David Clennon - un om de legătură
- Scott Beach - șef de știință NASA bazat pe imigrantul german Wernher von Braun
- John P. Ryan - șeful programului spațial cu echipaj
- Eric Sevareid - însuși
- William Russ - Slick Goodlin
- Robert Beer - Președinte Dwight D. Eisenhower
- Peggy Davis - Sally Rand
- John Dehner - Henry Luce
- Royce Grones - primul pilot X-1, Jack Woolams
- General de brigadă Chuck Yeager, USAF (Ret) - Fred, barmanul de la salonul lui Pancho
- Anthony Muñoz - Gonzales
- David Gulpilil -   aborigen